# Trichasterina styracis
Trichasterina styracis är en svampart som först beskrevs av Ferdinand Theissen, och fick sitt nu gällande namn av G. Arnaud 1918. Trichasterina styracis ingår i släktet Trichasterina och familjen Asterinaceae.   Inga underarter finns listade i Catalogue of Life.